# Il vento dell'est/Tutto al suo posto
Il vento dell'est/Tutto al suo posto  è un singolo a 45 giri di Gian Pieretti pubblicato dalla Vedette nell'aprile 1966.

## Descrizione
L'anno successivo le due canzoni saranno pubblicate in versione sia mono che stereo nell'album Se vuoi un consiglio.
In entrambi i brani Pieretti è accompagnato dai Grifoni, gruppo antesignano della Premiata Forneria Marconi e formato da Franz Di Cioccio alla batteria, Tony Gesualdi al basso, Franco Mussida e Pino Favaloro alle chitarre.

## Tracce
Lato A
1. Il vento dell'est (testo: Gian Pieretti – musica: Ricky Gianco)

Lato B
1. Tutto al suo posto (testo: Gian Pieretti – musica: Ricky Gianco)